# Форсберг, Кристиан
Кристиан Форсберг (норв. Kristian Forsberg; 5 мая 1986, Осло, Норвегия) — норвежский хоккеист клуба «Ставангер Ойлерз» и сборной Норвегии, играющий на позиции центрального нападающего, участник двух зимних Олимпийских игр.

## Карьера

### Клубная карьера
Свою карьеру хоккеиста Форсберг начал в первом норвежском дивизионе в клубе «Фурусет». В 2005 году Кристиан перешёл в клуб Элитной серии «Сторхамар Дрэгонс». Здесь он отыграл 4 сезона, став вместе с клубом чемпионом Норвегии сезона 2007/2008. По окончании сезона 2008/2009 Форсберг отправился в клуб Элитной серии Швеции «МОДО», за которую выступал на протяжении пяти лет. Летом 2014 года Кристиан принял решение вернуться в Норвегию, где стал выступать за «Ставангер Ойлерз», с которым он в первом же сезоне завоевал золото национального первенства.

### Международная карьера
В составе молодёжной сборной Норвегии Форсберг принял участие в двух чемпионатах мира. Свои выступления за основную сборную Кристиан начал в 2007 году. За сборную Форсберг выступал на 9-ти чемпионатах мира элитной группы. Дважды Форсберг принимал участие в зимних Олимпийских играх, отыграв в общей сложности 8 матчей, не набрав в них ни одного очка, при показатели полезности −7.

## Статистика
| Легенда | Легенда                    | Легенда | Легенда                   | Легенда | Легенда    |
| ------- | -------------------------- | ------- | ------------------------- | ------- | ---------- |
| И       | Количество проведённых игр | Штр     | Штрафное время            | +/−     | Плюс-минус |
| Г       | Голы                       | П       | Голевые передачи          | О       | Очки       |
| -       | Статистика неизвестна      | —       | Статистика не учитывалась |         |            |

### Клубная карьера
Статистика на 27 октября 2015 года
- a В «Плей-офф» учитывается статистика игрока в Квалификационном турнире Элитной серии.

## Достижения

### Командные
Норвегия
- Победитель первого дивизиона молодёжного чемпионата мира (1): 2005

 Сторхамар Дрэгонс
- Чемпион Норвегии (1): 2007/08

 Ставангер Ойлерз
- Чемпион Норвегии (1): 2014/15